# Cryptops vanderplaetseni
Cryptops vanderplaetseni är en mångfotingart som beskrevs av Demange 1963. Cryptops vanderplaetseni ingår i släktet Cryptops och familjen Cryptopidae.
Artens utbredningsområde är Guinea. Inga underarter finns listade i Catalogue of Life.